# Schlagdorn

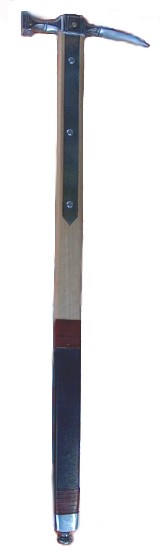
Streithammer mit Schlagdorn

Der Schlagdorn ist ein dornartiger Vorsprung an Schlaggegenständen, Geräten oder Waffen.

## Waffentechnik
Der Schlagdorn befindet sich am Vorsprung des Waffenkopfes von einigen Hiebwaffen, etwa bei der Streitaxt, der Hellebarde oder beim Streithammer. Er befindet sich bei (einigen) Äxten und Hellebarden gegenüber der Klinge, beim Streithammer entsprechend gegenüber der Hammerfläche. 
Der Schlagdorn konzentriert die Wucht des Schlages auf einen Punkt, so dass eine schwere Waffe mit Schlagdorn ohne Probleme selbst eine massive Rüstung durchdringt. So löste der Schlagdorn bei der Hellebarde zunehmend die Axtklinge als wichtigstes Element der Waffe ab, da die Klinge insbesondere bei gerundeten Rüstungsteilen wie Helm und Schulterstücken leicht abrutschen konnte. Unter den Streithämmern wurde der Rabenschnabel besonders bekannt. Dieser verdankt seinen Namen dem schnabelförmig gebogenen Schlagdorn. Gebogene Schlagdorne boten den zusätzlichen Vorteil, dass sie beim Zurückreißen der Waffe nochmals Schaden anrichteten. Sie waren deswegen an der Innen- bzw. Unterseite oft scharfkantig, wenn auch selten geschliffen. Bei späteren Ausführungen der Mordaxt ist das Axtblatt durch einen Schlagdorn ersetzt.

## Weitere Verwendung

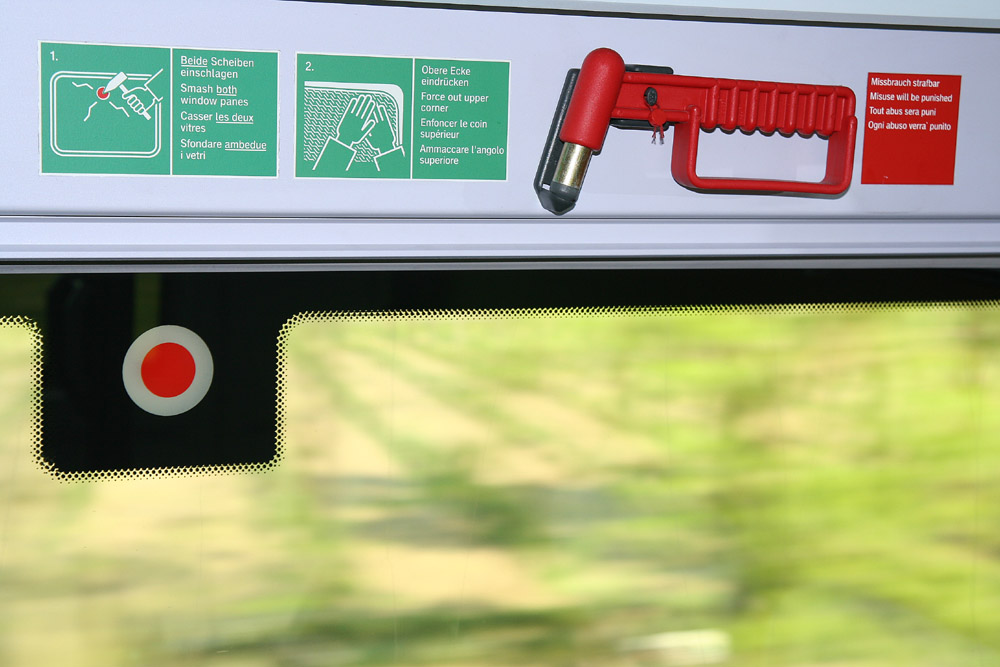
Nothammer mit Schlagdorn

Es gibt auch die in Bussen und Bahnen aushängenden Nothämmer. Sie besitzen an der Spitze einen Schlagdorn, um mit einem gezielten Schlag die Fenster zerstören zu können.
Bei Geologenhämmern (Pickhämmern) dient der Schlagdorn zum Spalten dünnplattiger Gesteine und zum Herauspickeln von Mineralstufen oder Fossilien.